# Józefowa Góra
Józefowa Góra (lit. Juozapinės kalnas, Juozapinė) – trzeci pod względem wysokości punkt Litwy osiągający 292,7 m n.p.m., położony w Józefowie, około 23,5 km na południowy wschód od stolicy Litwy - Wilna (Vilnius), niedaleko (ok. 4 km) od granicy z Białorusią i ok. 1 km na południowy zachód od miejscowości Miedniki Królewskie (Medininkai), na Wyżynie Miednickiej. Do 2004 wzniesienie uznawane było za najwyższe na Litwie i podawano dlań wysokość 293,6 m, po nowych badaniach okazało się, że Józefowa Góra jest niemal metr niższa, a wyższe od niej jest leżące w odległości 450 m wzniesienie nazwane Góra Auksztocka o wysokości 293,84 m oraz wzgórze Kruopynė (Žibartonių kalnas) o wysokości 293,4 m leżące około 10 km na zachód.
Wzgórze posiada dwa szczyty – szczyt zachodni jest niższy od wschodniego. Obecnie na wzgórzu stoi pomnik Mendoga – króla Litwy (Karalius Mindaugas). Wzgórze jest rezerwatem geologicznym, w którym można podziwiać np. arnikę górską, a także inne rzadko spotykane rośliny.